# Вулиця Юрія Липи (Львів)
Ву́лиця ́Юрія Ли́пи — вулиця у Шевченківському районі міста Львова, в місцевості Голоско. Сполучає вулиці Петра Панча та Варшавську.

## Історія та забудова
Вулиця виникла на початку XX століття у складі передміського селища Голоско під назвою Конарського, на честь Шимона Конарського, польського військовика, революціонера, журналіста та учасника польського повстання 1830–1831 років. 1929 року отримала назву На Торфи, під час німецької окупації, у 1943—1944 роках Торфґассе, у 1944 році повернено назву На Торфи і вже 1946 року приєднано до вулиці Торф'яної. У 1993 році виділена в окрему вулицю під сучасною назвою на пошану Юрія Липи, українського письменника.
Забудована переважно багатоповерховими житловими будинками 1970-х-1980-х років.